# 197 Arete
För andra betydelser, se Arete.
197 Arete eller 1934 RE1 är en asteroid i asteroidbältet, upptäckt 21 maj 1879 av den österrikiske astronomen Johann Palisa i Pula, Kroatien. Asteroiden har fått sitt namn efter Arete inom grekisk mytologi.